# Alexis González (voleibolista)
Alexis Rubén González (n. 21 de julio de 1981 en Buenos Aires) es un jugador de voleibol argentino, integrante de la selección de su país con la que participó en diferentes competencias internacionales como por ejemplo, mundial  juvenil, campeonatos sudamericanos, ligas mundiales, mundiales 2010y 2017 realizados en Italia también jugó los Juegos Olímpicos de Londres 2012 y Río 2016.
En 2006 y 2007 recibió el premio al mejor receptor de la Liga de Campeones, En 2009 y 2010 elegido mejor líbero de Francia, En 2012-2013 elegido mejor receptor de la Liga argentina, en 2014-2015 mejor líbero liga de Argentina, nuevamente en la liga 2015-2016 gana el premio al mejor líbero de la liga argentina, también en la última temporada  2016-2017 premio al mejor líbero de Argentina,subcampeón Sudamericano elegido mejor líbero,campeón liga Argentina 2018-2019 premio mejor líbero, campeón Copa Libertadores 2019 elegido mejor líbero,subcampeón Copa Libertadores elegido mejor líbero, actualmente primero en la liga Argentina.

## Carrera deportiva
Debutó en primera en 1999 jugando para River Plate. Luego se incorporó al club Son Amar Palma de Mallorca 2003-2008, con el que ganó tres Ligas de España, dos Copas del Rey y dos Supercopas de España. Fue contratado por el Dynamo Moscú en el 2008 donde ganó la Copa y Super copa se Rusia, luego en el 2009-2012 Tours Volley-Ball de Francia, y en ese club ganó dos Ligas de Francia y dos Copas de Francia.En 2012 fue contratado por el club argentino Personal Bolívar donde ganó la copa máster, en 2013 por el Rennes de Francia pero volvió por problemas personales, después en 2014 hasta la actualidad en Personal Bolívar donde ganó la copa aclav 2014 y copa máster 2015 subcampeón 2015-2016 mundial de clubes 4 puesto,sudamericano subcampeón y elegido mejor líbero 2016-2017, luego campeón de Liga,campeón liga Argentina 2018-2019,campeón Copa Libertadores 2019,subcampeón Copa Libertadores 2020.
Fue elegido para formar la selección argentina de voleibol desde 2002,2005,2008-2013,2016,2017,2018,2019,2020
En 2010 integró la selección nacional donde salió 9° en el mundial realizado en Italia,2011 selección nacional que salió 4º en la Liga Mundial de Voleibol. En 2012 integró el equipo olímpicó de ese país que se desempeñó en los Juegos Olímpicos de Londres 2012 donde  salió  5°,juegos Olímpicos  Río 2016 5 puesto,en 2017 campeón Copa Panamericana,2017 mundial de Italia.